# سنجاب فایر
سنجاب فایر (نام علمی: Callosciurus phayrei) نام یک گونه از سرده زیباسنجاب‌ها است.